# Jacquinia aurantiaca
El nombre científico actualmente utilizado para esta especie es Bonellia umbellata (A.DC.) B.Ståhl & Källersjö. Jacquinia aurantiaca es una especie que pertenece a la familia Primulaceae, algunos de sus nombres comunes son: Flora de niño, Palo de las ánimas, Palo santo, Rosalina, Vele-roche; Sic-quete (Guer); Xet mbaj (Oaxaca); Chak si'ik'in (Yucatán); K'itd Huitz, Korpus huitz (tenek S.L.P).

## Clasificación y descripción
Es un árbol o arbusto de 9 m de alto y un diámetro de 15 cm, frecuentemente muy ramificado, ramas jóvenes pubescentes o tomentosas. La corteza es delgada, con lenticelas muy apretadas a lo largo de tronco, color negruzco.  La madera es muy dura, de color amarillo. Presenta hojas simples alternas, dispuestas en espiral, subsésiles, usualmente rígidas-coriáceas, oblanceoladas a obovadas-oblongas u ovadas, de 3.5 a 8 cm de largo, ápice agudo u obtuso, en la punta una espina larga y rígida, lineolada cuando está seca, evidentemente pinnatinervada, nervios laterales muy delgados, frecuentemente prominentes en el envés, haz usualmente lustroso. Las flores se presentan en racimos terminales, pocas a muchas flores, racemoso, pedicelos 6 mm de largo, frecuentemente gruesos; brácteas ovadas, agudas. Las flores son de color anaranjado-rojo brillante, miden 8 a más de 10 mm de largo; sépalos serrulados. Los frutos son globoso, cuando maduro amarillo o anaranjado, cuando joven verde, 1.5 a 2 cm de diámetro o de largo, cubierta muy dura, pero frágil.

## Distribución y ambiente
Desde México hasta Panamá, forma parte de la vegetación seca o húmeda que presentan muchos arbustos en lugares planos y pies de monte. Está asociada a vegetación perturbada derivada de sabana, manglar y selva baja caducifolia, desde una altitud de 200 hasta los 1100 m.

## Usos
Tiene usos medicinales para combatir el dolor de muelas, disentería, cólicos intestinales y parasitosis, asma, tos y tosferina.